# Taalstrijd in België

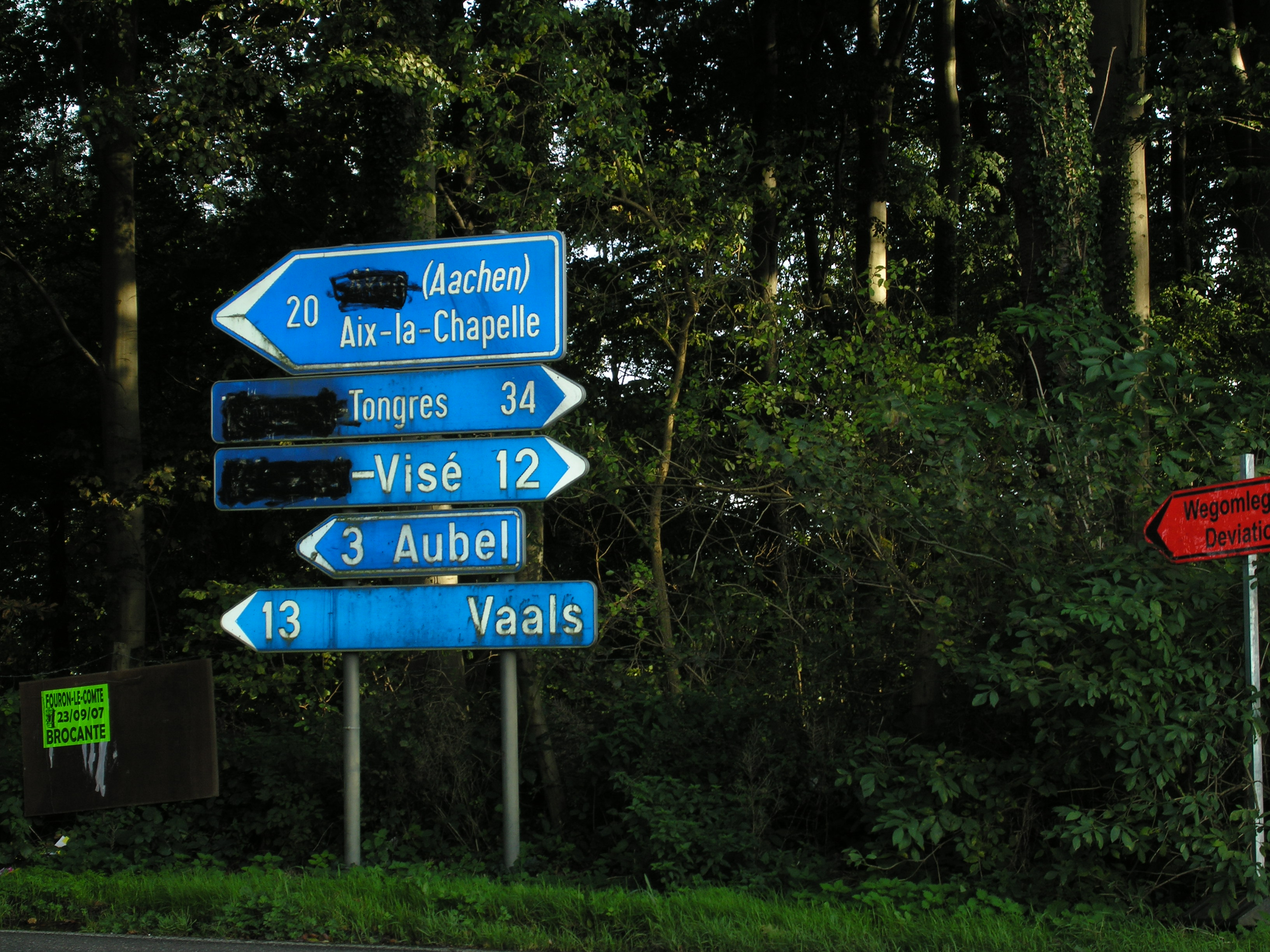
Taalstrijd in Voeren. Dit soort vandalisme is typerend voor de taalstrijd: plaatsaanduidingen in de niet gewenste taal (in dit geval het Nederlands) worden onleesbaar gemaakt.

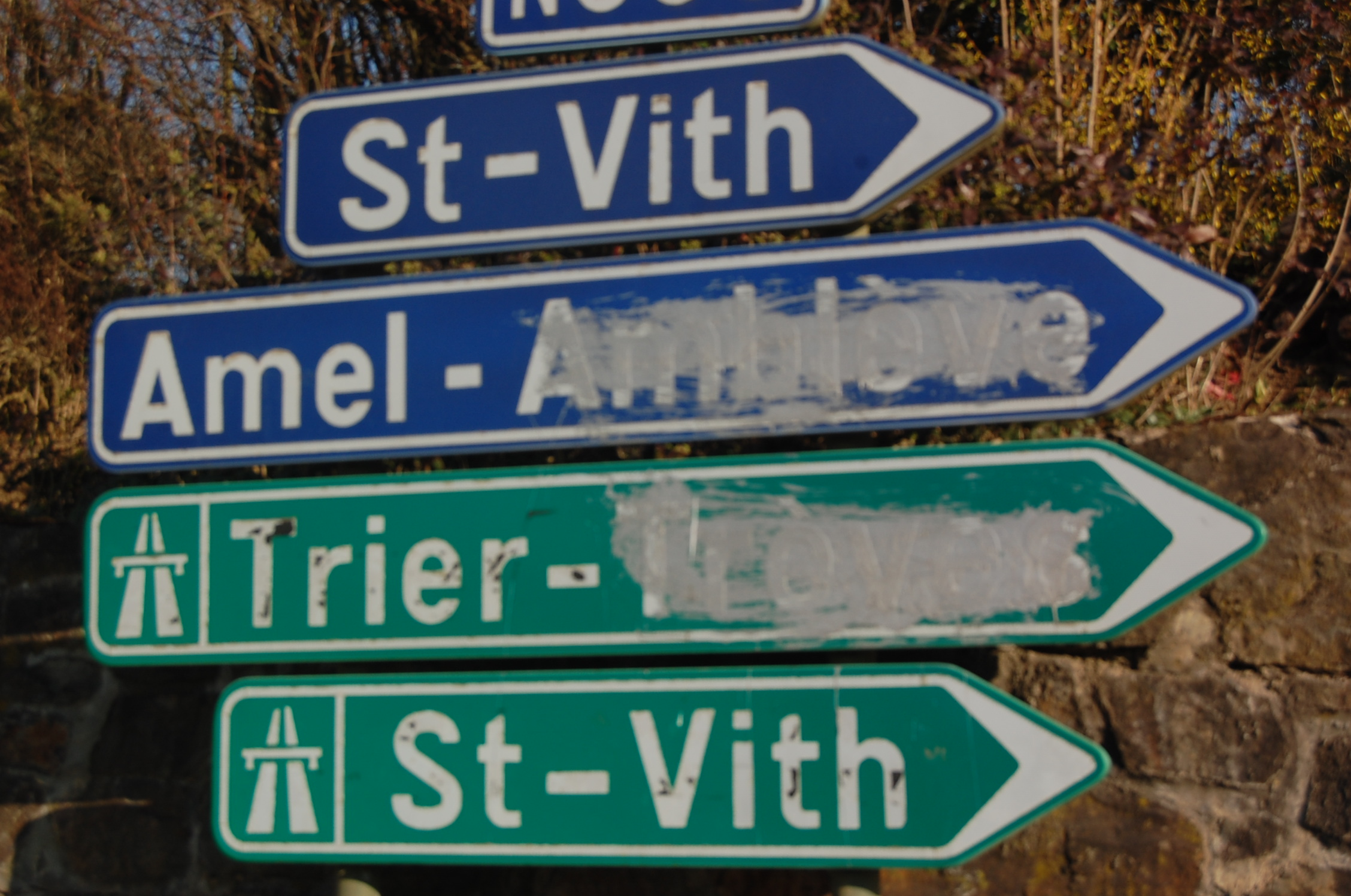
Franse plaatsaanduiding onleesbaar gemaakt nabij het overwegend Duitstalige Sankt Vith

De Belgische taalstrijd tussen Nederlandstaligen, geconcentreerd in Vlaanderen, en Franstaligen, geconcentreerd in Wallonië, is een begrip dat kadert in 's lands algemene communautaire spanningen. Het omvat onder meer de onenigheden omtrent de taalwetgeving, de taalgrens, de verfransing van Brussel, het statuut van de faciliteitengemeentes en de Voerstreek, en de kwestie Leuven Vlaams, en leidde, onder druk van onder meer de Vlaamse- en Waalse Beweging, tot meerdere staatshervormingen en de uiteindelijke federalisering van België.

## Ontstaan

### Ancien régime en Franse tijd (tot 1815)
De Belgische taalkwestie is onlosmakelijk verbonden met de Vlaamse Beweging en begon daar ook mee. Zij ving al aan in het eerste decennium van het bestaan van België. De aanleiding tot die strijd, de verfransing, was echter al veel langer aanwezig. Deze was begonnen in de Vroegmoderne Tijd en werd sterk gestimuleerd door de Fransen, die eind 18e eeuw hun centralistische taalpolitiek in de Franstalige gewesten introduceerden. Er heerste een scherpe diglossie: de bovenste lagen van de bevolking van de Zuidelijke Nederlanden verfransten gestaag, terwijl in het informele leven Vlaamse dan wel Waalse dialecten werden gesproken.

### Nederlandse tijd (1815–1830)
Tussen 1815 en 1830 probeerde koning Willem I de verfransing terug te schroeven. Deze politiek lukte grotendeels: zij maakte het Nederlands de officiële taal van bestuur en rechtspraak vanaf 1 januari 1823 in de provincies Limburg, Antwerpen, Oost-Vlaanderen en West-Vlaanderen (regeringsbesluit 15 september 1819) en het lager onderwijs werd in het gehele Nederlandstalige gebied vernederlandst. Bij sommige Vlaamse intellectuelen zoals Jan-Frans Willems kwam in die korte periode een bewustzijn tot stand dat in het noorden (het huidige Nederland) en in een deel van het zuiden (het huidige Vlaanderen) dezelfde taal werd gesproken en zij waren het die de ‘liefde voor de taal’ in de daaropvolgende decennia warm konden houden. Het ongenuanceerde anti-Franse en anti-katholieke beleid van de koning was evenwel een van de oorzaken van de Belgische Revolutie.

### Beginsituatie Belgische Koninkrijk (1830–1840)
In het België van de 19e eeuw was het dagelijks leven doordrongen van het Frans. Het secundair en hoger onderwijs, het parlement, het leger en de kerkleiding waren aanvankelijk allemaal eentalig Frans. Nochtans was taalvrijheid in de Grondwet ingeschreven en werd het Nederlands streektalen in de lagere besturen (provincies, gemeenten), het lager onderwijs, het gerecht enz. gebruikt. Een Vlaming die in België iets wilde betekenen moest overschakelen op het Frans, of verhuizen naar Wallonië waar door de industriële revolutie meer werkgelegenheid was. Vandaar dat velen uit de Franstalige elite in de 19de eeuw Vlaams klinkende namen hebben, zelfs Franstalige schrijvers als Emile Verhaeren, Charles de Coster en Nobelprijswinnaar Literatuur Maurice Maeterlinck; ook zo bijvoorbeeld politici als Paul Vanden Boeynants, Jean-Claude Van Cauwenberghe, André Cools, Laurette Onkelinx, Didier Reynders, Guy Spitaels, Rudy Demotte, Claude Eerdekens, Michel Daerden en Christian Van Eyken.
Van een Vlaams nationalisme was in de jaren dertig van de 19e eeuw nog geen sprake; het Belgisch patriottisme was veel sterker: het werd door de overheid gestimuleerd en ook door de Vlaamsgezinden bevestigd. Om de onafhankelijkheid van België te legitimeren, vooral ten opzichte van Frankrijk, waren de oorspronkelijke flaminganten de mening toegedaan dat het land zich precies door het tweetalige karakter onderscheidde van het eentalige Frankrijk.
Maar tegelijk kwamen er vanuit Vlaams-intellectuele zijde (voornamelijk taalkundigen) stemmen op voor het behoud van het Nederlands in het heersende klimaat van verfransing. Hoewel de grondwet taalvrijheid toeliet, was het Frans de enige officieel erkende taal. Dit is niet verwonderlijk, aangezien de adel en de hoge burgerij (ook de Vlaamse) die het land indertijd leidden, Frans spraken. De overheid toonde zich evenwel gunstig tegenover deze literaire beweging en stimuleerde onder meer het uitgeven van oude Vlaamse teksten.

## De eerste politieke eisen (1840-1914)
Vanaf 1840 gingen enkele Vlaamsgezinden echter ook politieke eisen formuleren: zij vroegen - voorlopig tevergeefs - een plaats voor het 'Vlaams' in het onderwijs, de administratie en het gerecht in Vlaanderen, naast het Frans. Omdat deze literatoren, behorend tot de lagere middenklasse, geen politiek medezeggenschap hadden, konden zij weinig druk uitoefenen. Dat veranderde in 1848, toen de kiescensus werd verlaagd en deze lagere middenklasse stemrecht kreeg. De flaminganten eisten dat het Nederlands in bestuurlijke aangelegenheden naast het Frans zou kunnen gebruikt worden. Dit Nederlands had een eigen schrijfwijze omdat de Vlaamsgezinden er niet van beschuldigd wilden worden dat zij het 'Hollands' - een 'vijandige' taal - een officieel karakter wilden geven.
Om hun eisen waar te maken, nestelden ze zich in de bestaande partijen (liberalen en katholieken) en maakten daar deel uit van de progressieve vleugels. In de jaren zestig van de 19e eeuw vond een radicalisering plaats. De vrees voor Nederlandse invloed werd losgelaten en in 1864 zou de Nederlandse spelling en dus in wezen het Nederlands aanvaard worden. Het Belgisch patriottisme en de hardnekkige gekantheid van de Franstalige burgerij tegen de Vlaamse eisen bracht vele flaminganten ertoe zich te identificeren met een Vlaams volksnationalisme. Tegelijk ontstond ook een splitsing tussen taalparticularisten die het cultiveren van de Vlaamse dialecten nastreefden, en taalintegrationisten die met de Nederlanders één taalgemeenschap wilden vormen. De Franstalige elite steunde het particularisme omdat het geen aspiraties had voor de erkenning van een met het Frans concurrerende standaardtaal. De taalstrijd zou uiteindelijk toch door de integrationisten en ten behoeve van de Nederlandse taal gevoerd worden. De Vlaamse Beweging behaalde haar eerste kleine en veelal symbolische politieke successen in de jaren zeventig van de 19e eeuw. Onder de katholieke regeringen kwamen taalwetten tot stand, die het Nederlands toelieten in strafgedingen en in gemeentelijke en provinciale bestuurszaken. Later werden de Vlaamse rijksscholen tot op zekere hoogte vernederlandst en werd het taalgebruik in het rechtswezen verder uitgewerkt. Het klerikale hoger onderwijs bleef langer Franstalig onder invloed van de bisschoppen. Het tweetalig statuut van Vlaanderen, zoals geëist door de flaminganten, kreeg uiteindelijk vorm.
In de jaren negentig van de 19e eeuw radicaliseerde de Vlaamse Beweging verder, onder meer onder invloed van de katholieke flamingantische studentenbeweging met Albrecht Rodenbach als belangrijk figuur. De minder radicalen oefenden alsmaar meer invloed uit binnen de katholieke (en in mindere mate) liberale partijen; de socialistische, waarbinnen de Walen in de meerderheid waren, had eveneens weinig oog voor de Vlaamse eisen.
Met de uitvaardiging van de Gelijkheidswet in 1898, werd het Nederlands in principe gelijkgesteld aan het Frans en aldus erkend als officiële landstaal. Voortaan zouden de Kamers en de Koning alle nieuwe nationale wetten stemmen, bekrachtigen en afkondigen zowel in het Nederlands als in het Frans. De Belgische Grondwet echter krijgt pas op 10 april 1967 een volledig officiële rechtsgeldige Nederlandstalige versie. En de Belgische kieswetgeving slechts vanaf 1970.
Ondertussen raakte de Vlaamse Beweging er meer en meer van overtuigd dat de Vlaamse samenleving volledig moest worden vernederlandst (territorialiteitsbeginsel). Men begon bij het universitair onderwijs: de vernederlandsing van de Rijksuniversiteit Gent – opgericht door Willem I en de enige Belgische universiteit onder staatstoezicht – verliep echter niet van een leien dakje. Hoewel reeds in het eerste decennium van de twintigste eeuw een voorstel hiertoe werd uitgewerkt, kwam het pas tijdens en na de Eerste Wereldoorlog tot de uitvoering ervan.
Vanaf 1910 kwam opnieuw een golf van radicalisering op gang, veroorzaakt door onder meer de trage besluitvorming rond de Rijksuniversiteit Gent, maar ook door de stemming in het parlement van twee wetten die allesbehalve tegemoetkwamen aan de Vlaamse eisen. De Legerwet (1913) verwierp de oprichting van Vlaamse legerafdelingen en de Wet op het Lager Onderwijs (1914) wees het territorialiteitsprincipe af. Verder kende het Belgisch staatsnationalisme op het einde van de 19e eeuw een heropbloei en ontstond er een Waalse Beweging.
Die laatste ontstond ironisch genoeg in de grote Vlaamse steden en in Brussel, als reactie op de successen van de Vlaamse Beweging. De Franstalige burgerij zag de suprematie van het Frans in het openbaar leven aangetast en voelde zich op politiek vlak onderdrukt door de flaminganten. Al vlug eisten zij een bestuurlijke scheiding tussen het moderne, welvarende Wallonië enerzijds en het conservatieve, minder ontwikkelde Vlaanderen (1913).

## De gevolgen van twee wereldoorlogen (1914-1945)

### Eerste Wereldoorlog
De Eerste Wereldoorlog legde een grote hypotheek op de Vlaamse Beweging. Duitsland had dan geen duidelijke Belgienpolitik, een Flamenpolitik des te meer. Van de radicalisering die was ontstaan vóór de oorlog, maakten de bezetters handig gebruik: zij zochten steun bij de flaminganten en willigden hiervoor talrijke Vlaamse eisen in, onder meer de vernederlandsing van de Gentse universiteit (1916) en de bestuurlijke scheiding van Vlaanderen en Wallonië (1917). Zo zouden ze uiteindelijk België op de knieën krijgen. Bovendien bestond in Duitsland al langer het idee van een groot Germaans rijk, waarvan ook Vlaanderen en Nederland deel zouden uitmaken.
De Vlaamse Beweging werd zo in twee groepen verdeeld: een groep die niet bereid was samen te werken met de Duitsers en die zo mogelijk naar Nederland vluchtte (de passivisten) en een groep die actief wilde collaboreren (de activisten). Ook aan het IJzerfront kwam het tot hevige taalconflicten: de meerderheid van de soldaten was Vlaams, maar kregen bevelen in het Frans. Zij richtten Vlaamsgezinde kringen op, die evenwel verboden werden in 1917. Opnieuw kwam het tot een radicalisering: er ontstond een illegale ‘Frontbeweging’ die contacten zocht met de activisten.
Een aantal soldaten werden omwille van hun Vlaamsgezindheid echter gestraft door de Franstalige legerleiding. Zo werden 10 frontsoldaten verbannen naar een tuchtcompagnie in Orne, Normandië. Gekend als houthakkers van de Orne moesten ze dwangarbeid leveren in zeer moeilijke leefomstandigheden.
Na de Duitse nederlaag werden de Duitse maatregelen ongedaan gemaakt en raakte de Vlaamse Beweging in diskrediet; het is echter onterecht te beweren (zoals door de Belgisch-nationalisten en de wallinganten werd gedaan) dat de hele Vlaamse Beweging heeft gecollaboreerd.

### Interbellum
De Eerste Wereldoorlog had de spanningen tussen Franstaligen en Nederlandstaligen dus versterkt. De Vlaamse Beweging bleef evenzeer verdeeld. De oud-passivisten wilden binnen de bestaande partijen een ‘minimumprogramma’ doorvoeren, dat voor een eentalig statuut van Vlaanderen ijverde; de oud-activisten stonden een ‘maximumprogramma’ voor, dat de scheuring van België inhield. Deze laatsten richtten in 1919 een eigen partij op, de Frontpartij, die behalve maximalistisch ook antimilitaristisch was ingesteld.
In 1921 werd voor het eerst het territorialiteitsbeginsel ingevoerd voor bestuurszaken; de verfransing van de gemeentebesturen in de Brusselse agglomeratie werd evenwel niet afgeremd. Integendeel, de Vlamingen moesten tienjaarlijkse talentellingen dulden. In 1923 kwam het tot een compromis wat betreft het taalgebruik in de Rijksuniversiteit Gent, waar niemand bepaald tevreden mee was; de volledige vernederlandsing vond pas in 1932 plaats. Terwijl in de jaren dertig van de 20e eeuw de openheid voor federalisme in de traditionele partijen groeide en het Nederlands een volwaardige plaats kreeg in het dagelijks leven in Vlaanderen, raakte de radicale minderheid van de Vlaamse Beweging in de ban van de fascistische ideologie en vormde zij in 1933 een Vlaamse concentratiepartij: het anti-democratische en autoritaire Vlaams Nationaal Verbond (VNV), die in de jaren daarop veel druk uitoefende op de regering. Daarnaast ontstond in 1931 het Verdinaso en later in 1936 DeVlag, dat pas tijdens de Tweede Wereldoorlog een politieke partij zou worden. In 1938 werd het laatste restant van de Frontpartij in het bastion Antwerpen in het VNV geïncorporeerd. Ook aan Waalse en Brusselse kant ontstond een fascistische partij, genaamd Rex. Er kwamen verscheidene taalwetten tot stand, maar zij werden slecht toegepast.

### Tweede Wereldoorlog
Tijdens de Tweede Wereldoorlog liet de extreme vleugel zich opnieuw verleiden tot collaboratie met de Duitse bezetter. Het VNV streefde de oprichting na van een Dietse staat (Dietsland) onder Duitse hegemonie; een andere radicale beweging ging voor de volledige opslorping in een Groot-Duitse staat. Het grootste deel van de Waals-belgicistische beweging collaboreerde eveneens. De bekendste collaborerende partij van deze vleugel was REX, de partij van Léon Degrelle.

#### Gevolgen
De gevolgen van de Tweede Wereldoorlog waren aldus analoog aan die van de Eerste: een terugslag voor de Vlaamse Beweging. Tegelijk groeiden opnieuw de spanningen, daar men in Vlaanderen de indruk had dat de repressie zich vooral keerde tegen katholieke flaminganten; de repressie werd gezien als de wraak van de Belgische staat op de Vlaamse Beweging. Verder ontwaakten ook de wallinganten opnieuw, nu met socialistische en economische eisen. In 1945 eisten zij autonomie voor Wallonië en eventueel zelfs aansluiting bij Frankrijk.

## De tegenstellingen komen bovendrijven (1945-1960)
Na de Tweede Wereldoorlog waren het de communautaire spanningen die de Belgische politiek gingen domineren en ze kregen behalve een cultureel karakter ook een sociaal-economische dimensie. Verschillende kwesties, waarin de tegenstellingen tussen Vlamingen en Franstaligen alsmaar duidelijker werden, volgden elkaar in sneltempo op.
Het eerst toonde zich een discrepantie tijdens de koningskwestie (1945-1950). Vijf jaar lang werd er getwist of Leopold III, die contacten had gehad met Hitler, opnieuw de troon mocht bestijgen. In maart 1950 werd er uiteindelijk een referendum gehouden: 58% van de bevolking was voor de terugkeer van de koning. De stemmen waren echter zeer ongelijk verdeeld: in het vrijzinnige Wallonië was 42% voor, in het katholieke Vlaanderen 72%. De bevolking van de provincies West- en Oost-Vlaanderen, Antwerpen, Luxemburg, Namen, Limburg en Brabant (alhoewel het arrondissement Brussel nipt tegen was) was voor de terugkeer. Henegouwen en Luik waren tegen. Ook de schoolstrijd (1954-1958), waarin een socialistisch-liberale regering het katholiek onderwijs wilde inperken, toonde de regionale verdeeldheid.
De Vlaamse Beweging herstelde zich in de jaren vijftig van de 20e eeuw maar moeilijk van het gezichtsverlies dat zij had geleden door de collaboratie van haar radicale vleugel. Ze stichtte in 1954 een nieuwe partij, de Volksunie. Die nam afstand van het autoritaire VNV en sloeg de democratische weg in.

## Ontwikkelingen tijdens dejaren 1960
Rond 1960 verschoof het economisch zwaartepunt van de zware industrie in Wallonië naar het zich gestaag ontwikkelende Vlaanderen. Sluitingen van Waalse kolenmijnen en fabrieken volgden elkaar op, met talrijke stakingen en sociale onrust tot gevolg. Tegen het ontwerp van de zogenaamde Eenheidswet (1961), die de economische groei wilde stimuleren maar hiervoor bezuinigingsmaatregelen moest doorvoeren, rees veel verzet. Ook steeds meer Walen waren nu voor een federale staatsstructuur te vinden, waarin aan Wallonië zelfbeschikkingsrecht over zijn economische en sociale ontwikkeling zou worden toegekend. De partij die deze eis vertolkte, werd de nog in hetzelfde jaar opgerichte Mouvement Populaire Wallon (MPW). De oprichting van het Brusselse Front Démocratique des Francophones (FDF) volgde in 1965. In 1968 ten slotte fusioneerden enkele kleine Waalse partijen tot het Rassemblement Wallon (RW).
Aan Vlaamse kant weigerden enkele burgemeesters van de gemeenten rond Brussel het onderdeel talentelling binnen de algemene volkstelling, die tot dan toe plaatsvond om de tien jaar, in te dienen (1961). Het Frans won immers terrein in deze Vlaamse randgemeenten. De talentellingen gingen dit proces niet tegen; integendeel, ze legitimeerden de verfransing van Brussel. Een jaar later werd onder druk van de Volksunie de taalgrens definitief vastgelegd; hierbij ging een gebiedsruil gepaard die eerder voordelig was voor Wallonië dan voor Vlaanderen. De uitbreiding van de Brusselse 'olievlek' werd hierdoor een halt toegeroepen: het tweetalige gebied Brussel telde voortaan 19 gemeenten. Deze begrenzing is nadien echter meermaals betwist door de Franstaligen. Verder zag het fenomeen van de faciliteitengemeenten het licht, onder meer in zes gemeenten van de Vlaamse Rand om Brussel, die voortaan evenzeer een haard van communautaire conflicten zouden vormen.
Een volgend stadium was de kwestie ‘Leuven Vlaams’. Aan de Katholieke Universiteit Leuven was in de jaren zestig van de 20e eeuw nog steeds een Franstalige sectie werkzaam. Dit vormde een afwijking van het principe van de taalhomogeniteit van de landsdelen, zoals vastgelegd in 1962. In 1963 werd aan de Franstalige bevolking die direct of indirect met deze sectie verbonden was, bestuurlijke faciliteiten verleend. De Vlaamse Beweging bespeurde in deze maatregelen een dreiging tot verfransing van een groot deel van Vlaams-Brabant. Het uitbreidingsprogramma van de Franse sectie in Leuven, gepubliceerd in 1968, lokte hevig verzet uit bij de Vlaamsgezinde studenten en professoren en bracht al vlug het gehele land in beroering. Uiteindelijk moesten de Franstaligen uitwijken naar Wallonië en zij richtten daar de universiteitsstad Louvain-la-Neuve op.
Tijdens deze politieke crisis viel de Christelijke Volkspartij (CVP) als eerste partij uit elkaar in twee regionale partijen (aan de Waalse zijde PSC, sinds 18 mei 2002 geheten CDH). In 1972 volgden de liberalen (MR aan Waalse zijde) en toen in 1978 ook de socialisten zich opsplitsten, bestond er in België geen grote nationale partij meer.

## De institutionele verkaveling (1970-1993)
Intussen was het federaliseringsproces begonnen. Een grondwetswijziging (december 1970) voorzag, zoals de Vlamingen hadden gewenst, in de oprichting van drie cultuurraden (de Nederlandse, de Franse en de Duitse) en kende hun een vorm van autonomie toe, die snel in praktijk werd omgezet. Verder kwamen er, om te voldoen aan de eisen van de Walen, drie economische gewesten tot stand (het Vlaamse, het Waalse en het Brusselse). De rest zou geregeld worden in een wet met een bijzondere meerderheid. Deze vage bepalingen lokten natuurlijk hevige betwistingen uit, vooral inzake de concrete bevoegdheden van de gewesten, de afbakening van het Brussels gewest en het statuut van de Voerstreek. De vereiste tweederdemeerderheid voor de uitvoering van de gewestvorming werd daarenboven niet gevonden.
Uiteindelijk kwam in 1977 het Egmontpact tot stand, dat de gewestelijke bevoegdheden regelde. Hierin werd de positie van de Franstaligen in Brussel versterkt en die van de Vlamingen verzwakt. Het zeer omstreden akkoord, dat bedoeld was als een communautaire pacificatie, vond bijgevolg geen doorgang. Een groep binnen de Volksunie, een van de partijen die het pact hadden ondertekend, pikte dit niet en scheurde zich af. Deze richtte een eigen partij op, het Vlaams Blok, dat mettertijd naar een extreemrechtse partij zou evolueren.
Een tweede fase in de federalisering van België vormde de staatshervorming van 1980. De bevoegdheden van de cultuurraden, nu gemeenschappen genoemd, werden uitgebreid. Ook kwamen uiteindelijk de gewestraden van Vlaanderen en Wallonië tot stand. De gemeenschappen stonden voortaan in voor persoonsgebonden aangelegenheden, zoals welzijn en gezondheidszorg. De gewesten waren bevoegd voor economische en plaatsgebonden aspecten, waaronder ruimtelijke ordening, huisvesting, milieu en tewerkstellingsbeleid. Het Vlaamse Gewest en de Vlaamse Gemeenschap, grotendeels bevoegd over hetzelfde grondgebied – het Gewest is niet bevoegd voor Brussel – voegden zich bij elkaar tot één Vlaamse Raad en één Regering. Men kreeg het in 1980 niet voor elkaar om een regeling voor het tweetalige Brussels Gewest uit te werken; de gewestelijke bevoegdheden kwamen voorlopig toe aan de federale regering. In 1988-89 kreeg ook het Brussels Hoofdstedelijk Gewest uiteindelijk een eigen parlement en regering. De bevoegdheden van de gewesten en de gemeenschappen werden verder uitgebreid, onder andere met openbare werken en vervoer resp. onderwijs.
De voorlopig laatste grondwetswijziging vond plaats in 1993. Ze bekrachtigde de omvorming van België tot een federale staat. Alle deelstaten verkregen voor hun specifiek werkterrein het internationaal verdragsrecht en meer financiële middelen. De nieuwe instellingen brachten de positie van de tweetalige provincie Brabant in een lastig parket. Daarom werd tezelfdertijd de splitsing van deze provincie in Waals-, Vlaams-Brabant en Brussel doorgevoerd. Beide provincies traden per 1 januari 1995 in werking. Het Brussels Hoofdstedelijk Gewest werd uit de provinciale indeling van het land geheveld.

## De Rand (na 1993)

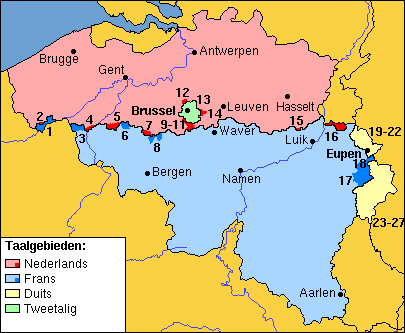
Faciliteitengemeenten:1. Komen-Waasten
2. Mesen
3. Moeskroen
4. Spiere-Helkijn
5. Ronse
6. Vloesberg
7. Bever
8. Edingen
9. Drogenbos
10. Linkebeek
11. Sint-Genesius-Rode
12. Wemmel
13. Kraainem
14. Wezembeek-Oppem
15. Herstappe
16. Voeren
17. Malmédy
18. Waimes
19-22. Lontzen, Raeren, Eupen, Kelmis
23-27. Burg-Reuland, Sankt Vith, Amel, Bütgenbach, Büllingen

De taalgrens ligt vast, de taalwetten zijn geschreven. Toch blijft er onenigheid over de toepassing ervan. In de politiek werd het communautair dispuut door de federalisering voornamelijk gekanaliseerd naar de Vlaamse Rand om Brussel, waar de Vlaamse overheid de verfransing probeert tegen te gaan. Dit uit zich onder andere in de indeling van de kieskringen. Voor de nationale verkiezingen vormen de provincies de kieskringen, maar niet in Vlaams-Brabant. Op verzoek van de Franstaligen zijn hier twee kieskringen blijven bestaan: enerzijds Leuven, anderzijds de problematische en -volgens sommigen- ongrondwettelijke Kieskring Brussel-Halle-Vilvoorde. In deze laatste kieskring bestond voor francofone inwoners in het gehele westelijk deel van Vlaams-Brabant de mogelijkheid om op Franstalige lijsten te stemmen.
Vraag blijft in hoeverre de juridische scheiding door de taalwetten aansluit bij de werkelijkheid: zo'n 80% van Brussel is Franstalig. De Vlaamse overheid stelt zich op het standpunt dat de taalfaciliteiten indertijd zijn toegekend om het de Franstalige bevolking in de Rand tijdelijk gemakkelijker te maken zich te integreren in het Vlaams Gewest en onder meer Nederlands te leren. De Franstaligen zijn echter van mening dat de faciliteiten definitief verworven zijn en in de ogen van sommige Vlamingen weigeren zij zich aan te passen. De uitslagen van de gemeenteraadsverkiezingen versterken hun overtuiging: hieruit blijkt immers dat de meerderheid van de inwoners Franstalig is. Er is dus ook vaak een Franstalige burgemeester aan de macht. Maar ook de andere gemeenten in de Vlaamse Rand rond Brussel hebben een aanzienlijke Franstalige bevolking. In 2001 heerste er ongerustheid bij de Franstalige inwoners, toen het toezicht over de gemeenten werd overgedragen aan de gewesten, i.c. het Vlaams Gewest. Zij vreesden voor het verlies van de faciliteiten. Deze bleven echter gehandhaafd.
Het is in België zeker niet onwaarschijnlijk dat een discussie die zich beperkt tot enkele gemeenten, kan leiden tot de val van een regering. Temeer omdat, door het almaar in de media brengen van oude of nieuwe communautaire spanningen, ook de bevolking in de ver van de hoofdstad gelegen gebieden (die in feite weinig merkt van de concrete situatie in de Rand) gevoelig wordt voor de problematiek.

## Wooncode
In het decreet van 15 december 2006 —de zogenaamde wooncode— bepaalt de Vlaamse regering dat kandidaat-huurders van een sociale woning Nederlands moeten kennen of op zijn minst de bereidheid moeten tonen om het tot op A1-niveau te leren. De Franstaligen betitelen dit als een 'etnische zuivering'. Minister Keulen ziet het als een middel tot integratie. De Franstaligen en enkele Europese parlementsleden legden een klacht neer bij het Comité tegen Rassendiscriminatie van de Verenigde Naties (CERD) en dit uitte hierover in zijn rapport over België zijn bezorgdheid en vroeg om verduidelijking. België werd verzocht te verzekeren dat taalvereisten "niet zouden leiden tot indirecte discriminatie op basis van nationale of etnische afkomst en daardoor het recht op huisvesting van de betrokkenen in gevaar zou brengen". De Vlaamse Overheid reageerde bij monde van Vlaams minister van Wonen en Inburgering Marino Keulen verrast en verontwaardigd op de kritiek. Hij wees erop dat zowel het Grondwettelijk Hof als de Raad van State niets in de wooncode hadden gevonden dat strijdig zou zijn met ieders grondrechten. Ook werd erop gewezen dat er geen resultaatsverbintenis (examen) gevraagd wordt, maar enkel een inspanningsverbintenis.

## Factoren in het voordeel van de Vlaamse Beweging
Factoren die de Vlaamse Beweging een duwtje in de rug hebben gegeven:
- De invoering van het algemeen stemrecht (meervoudig in 1893, enkelvoudig in 1921), waardoor de zogenaamde Fransonkundigen in Vlaanderen politieke inspraak kregen. Voor een stuk liep de taalstrijd samen met een sociale ontvoogdingsstrijd.
- De Katholieke Partij in Vlaanderen was eerder pro-Vlaams; Frans was de taal van de vrijzinnigheid. De eerste taalwetten (jaren 1870) kwamen tot stand onder katholieke regeringen.
- De invoering van de leerplicht in 1914: iedereen moest naar school, dus ook de Fransonkundigen. Dit bevorderde de vernederlandsing van het secundair en het hoger onderwijs.
- De demografische evolutie: het bevolkingscijfer in Vlaanderen nam sterker toe dan dat in Wallonië.
- Economische variabelen: in de jaren 1960 stak Vlaanderen Wallonië voorbij op economisch vlak.

## Taalstrijd elders
Er is in meer landen en over meer talen taalstrijd (geweest). Ook daar ging taalstrijd vaak samen met (sociaal-politieke) ontvoogdingsstrijd. Onder andere het Noors t.o.v. het Deens; het Corsicaans en Bretons t.o.v. het Frans; het Tsjechisch tijdens de Oostenrijks-Hongaarse tijd. Het verschil met België is evenwel dat het dan doorgaans gaat over minderheidsgroepen.
Opvallend is het verschil met het buurland Luxemburg, waar geen taalstrijd is en het Luxemburgs, het Frans en het Duits vreedzaam co-existeren.
Vandaag strijden Spaanse regio's waaronder de regio Catalonië voor meer bevoegdheid van hun streektalen waaronder dus het Catalaans.